# We the People (Adrenaline-Mob-Album)
We the People ist das dritte Studioalbum der US-amerikanischen Heavy-Metal/-Hard-Rock-Band Adrenaline Mob. Es erschien am 2. Juni 2017 über Century Media.

## Entstehung
Wie schon vor dem zweiten Studioalbum Men of Honor drehte sich bei Adrenaline Mob wieder das Personalkarussel. Bassist John Moyer verließ die Band im August 2014 und wurde durch Erik Leonhardt ersetzt. Dieser verließ im Jahre 2016 die Band. Sein Nachfolger wurde David Zablidowsky, der unter anderem bei Trans-Siberian Orchestra aktiv war. Im März 2015 verstarb der Schlagzeuger A. J. Pero, der durch den zuvor überwiegend als Studiomusiker wirkenden Jordan Cannata ersetzt wurde. Zunächst war die Weiterführung der Band unsicher. Erst nachdem ein Mitarbeiter von Century Media telefonisch Kontakt mit Sänger Russell Allen aufnahm wurde beschlossen, Adrenaline Mob weiter zu führen.
Aufgenommen wurde We the People im Herbst 2016 im Sonic Stomp Studio in New York City. Produziert wurde das Album von Mike Orlando. Teilweise wurden ältere Ideen zu fertigen Liedern ausgearbeitet. So entstand Bleeding Hands ursprünglich für das zweite Album Men of Honor, wurde aber erst für We the People fertig gestellt. Mit Rebell Yell nahm die Band auch eine Coverversion auf. Das Original stammt von Billy Idol. Die LP-Version des Albums enthält mit The Devil Went Down to Georgia (Charlie Daniels), Snortin’ Whiskey (Pat Travers) und Tie Your Mother Down (Queen) weitere Coverversionen. Diese drei Titel wurden zwar schon auf der EP Dearly Departed veröffentlicht, waren aber zuvor noch nie auf Vinyl erschienen. Zum Lied King of the Ring wurde ein Musikvideo veröffentlicht.

## Hintergrund
Der Albumtitel umfasst die vielzitierten ersten drei Worte der Verfassung der Vereinigten Staaten und reflektiert laut Sänger Russell Allen die gegenwärtige amerikanisches Gesellschaft. Das Titellied wurde vom Wahlkampf zur Präsidentschaftswahl 2016 beeinflusst. Auf dem Albumcover sieht man das Maskottchen der Band als US-Präsidenten, der von zwei Frauen eingerahmt ist. Die Frau links stellt einen Engel, die Frau rechts einen Teufel dar.
Blind Leading the Blind war das erste Lied, dass Mike Orlando für das neue Album schrieb. Textlich geht es laut Russell Allen um die Massenmedien, die die Menschen mit linker und rechter Propaganda bombardieren anstatt neutral, frei von Emotionen, Vorurteilen und Neigungen zu sein und einfach nur Fakten darstellen. Allen bezeichnete dieses Phänomen als „Krieg“ und kritisiert darüber hinaus noch die Menschen, die sich ihr Leben einfach machen und nur die Nachrichten hören, die sie hören wollen.
Chasing Dragons befasst sich mit dem weltweit steigenden Missbrauch von Opiaten. Für das Lied wurde ein Textvideo veröffentlicht, in dem einige Statistiken zu dieser Problematik genannt werden. Sänger Russell Allen erklärte in einem Interview, dass auch ein Mitglied seiner Familie tot in seinem Auto gefunden wurde und dass Opiatmissbrauch die Todesursache war. Dass die Coverversion des Liedes Rebell Yell auf dem Album landete ist laut Mike Orlando eine Art Tribut an den verstorbenen Schlagzeuger A.J. Pero. Rebel Yell war eines der letzten Lieder, die Adrenaline Mob mit Pero aufgenommen haben.

## Rezeption
Matthias Weckmann vom deutschen Magazin Metal Hammer schrieb, dass das Album „auf klassischem Songwriting basiert, aber gleichermaßen frisch, lebendig und zeitgeistig wirkt“. Es würde „zwar nicht zu einem Überalbum reichen“, aber das Album wäre „eine erfreulich packende und kraftvolle Ansage“. Weckmann vergab fünf von sieben Punkten. Für Jakob Ehmke vom Onlinemagazin Powermetal.de hat das Album zwar „mindestens eine Handvoll bärenstarker Songs zu bieten“, allerdings wäre das Album „einfach zu laut, als ob ständig jemand auf einen eindrischt“. Ehmke vergab sieben von zehn Punkten.
Das Album erreichte Platz 78 der Schweizer Albumcharts.